# 다비드 알레그레
다비드 알레그레 비오스카(스페인어: David Alegre Biosca, 1984년 9월 6일~)는 스페인의 필드하키 선수로 포지션은 미드필더이다. 형인 라몬도 필드하키 선수이다.